# Arlington, Washington
Arlington là một thành phố nằm trong quận Snohomish thuộc tiểu bang Washington, Hoa Kỳ.
Arlington là một phần của vùng đô thị Seattle. Thành phố nằm dọc theo sông Stillaguamish ở chân núi phía tây dãy Cascade, gần thành phố Marysville. Đó là khoảng 10 dặm (16 km) về phía bắc của Everett, quận lỵ, và 40 dặm (64 km) về phía bắc Seattle, thành phố lớn nhất của khu vực. Theo cuộc điều tra dân số năm 2010 của Hoa Kỳ, Arlington có dân số 17.926 người.
Arlington được thành lập vào những năm 1880 bởi những người định cư và khu vực được chia thành hai thị trấn, Arlington và Haller City. Thành phố Haller đã được hấp thụ bởi Arlington lớn hơn, được thành lập như là một thành phố năm 1903. Trong cuộc Đại suy thoái những năm 1930, khu vực Arlington trở thành nơi có các dự án dưới sự chỉ đạo của các cơ quan cứu trợ liên bang, bao gồm một sân bay thành phố có thể phục vụ như là một Không quân hải quân trong Thế chiến II. Bắt đầu từ những năm 1980, Arlington đã trải qua những ảnh hưởng của việc đô thị hoá, tăng hơn 450% vào năm 2000 và sáp nhập vùng Smokey Point vào phía tây nam.
Nền kinh tế của vùng Arlington dựa vào ngành gỗ và nông nghiệp, nhưng từ đó đã chuyển sang nền kinh tế dịch vụ với một số ngành công nghiệp hàng không gần sân bay thành phố. Thành phố được điều hành bởi chính phủ hội đồng thị trưởng, bầu ra thị trưởng và bảy thành viên hội đồng thành phố. Chính quyền thành phố cũng duy trì hệ thống công viên của thành phố và các tiện ích về nước và nước thải. Các dịch vụ khác, bao gồm các tiện ích công cộng, giao thông công cộng, và trường học được ký hợp đồng với các cơ quan và công ty cấp khu vực hoặc cấp quận.

## Địa lý
Theo Cục điều tra dân số Hoa Kỳ, thành phố có diện tích km2, trong đó có km2 là diện tích mặt nước.